# Говард, Дэниел Эдвард
Дэниел Эдвард Говард (англ. Daniel Edward Howard; 4 августа 1861, Бьюкенен, Либерия —  9 июля 1935, Монровия) — либерийский политический и государственный деятель, президент Либерии с 1 января 1912 по 5 января 1920 года.

## Биография
Сын председателя Национальной партии истинных вигов и казначея Либерии. Окончил Либерийский колледж (ныне Университет Либерии). Член партии истинных вигов.
Работал на государственной службе, стал секретарём Партии истинных вигов, единственной политической партии страны в то время. Был министром финансов, прежде чем стать президентом.
С 1912—1920 год занимал пост президента Либерии. После начала Первой мировой войны пытался сохранить нейтралитет страны, хотя склонялся к поддержке союзников, чьи африканские колонии окружали Либерию. Несмотря на протесты немцев , Д. Говард разрешил французам управлять радиостанцией в столице Монровии. 4 августа 1917 года Либерия объявила войну Германии, что привело к немецкой бомбардировки столицы Либерии в 1918 году. В том же году законодательный орган Либерии ратифицировал Версальский договор.
Оставался на своем посту в течение двух лет после окончания Первой мировой войны. Во время его президенства в 1919 году Либерия стала членом-учредителем Лиги Наций.